# Kim Yoon-jin
Kim Yoon-jin (ur. 7 listopada 1973 w Seulu) – koreańska aktorka. Wystąpiła m.in. w serialu telewizyjnym Zagubieni, gdzie wcielała się w postać Sun Kwon (żonę Jina).

## Życiorys
W wieku 10 lat wraz z rodziną wyemigrowała do Stanów Zjednoczonych. W siódmej klasie dołączyła do szkolnego kółka teatralnego i zagrała w musicalu ‘My Fair Lady’. Kiedy nadszedł czas na dalszy rozwój jej kariery, przeprowadziła się do Nowego Jorku. Tu ukończyła szkołę Fiorello H. LaGuardia High School of Music & Art and Performing Arts, by później studiować na London Academy of Performing Arts. Na koniec zdobyła jeszcze wykształcenie aktorskie na Boston University. Po zakończeniu wszelkiej nauki Kim poświęciła swój cały czas aktorstwu. Wystąpiła gościnnie w kilku rolach w MTV, operach mydlanych w ABC i na Broadwayu. W 1996 roku, wróciła do ojczyzny, by zagrać w koreańskim serialu ‘Beautiful Vacation’. Później przyszły dwie inne role w serialach ‘Foreboding’ i ‘Wedding Dress’. W 1997 roku, aktorka doczekała się angażu w filmie fabularnym. Mowa o Shiri, który był pierwszym koreańskim filmem akcji wzorowanym na Hollywood z ogromnym budżetem. Przez kolejne lata, Kim zbierała doświadczenie aktorskie w najróżniejszych produkcjach, by w 2003 roku podpisać 3-letni kontrakt z agencją William Morris. Reprezentuje ona takie gwiazdy jak Halle Berry, Salma Hayek, Kevin Spacey, Sarah Michelle Gellar, Lucy Liu, Jackie Chan, i Reese Witherspoon. Rok później Koreanka podbiła serca widzów rolą Sun w ‘Zagubionych’, zdobywając tym samym prawdziwą popularność poza swoją ojczyzną.

## Filmografia

### Film
| Rok  | Tytuł                                 | Tytuł oryginalny                    | Rola                          |
| ---- | ------------------------------------- | ----------------------------------- | ----------------------------- |
| 1999 | Shiri                                 | 쉬리 MOCT: Swiri                    | Lee Myung-hyun / Lee Bang-hee |
| 2000 | The Legend of Gingko                  | 단적비연수 MOCT: Danjeokbiyeonsu    | Yeon                          |
| 2001 | Pośpiech                              | Rush!                               | Seo-yeong                     |
| 2002 | Iron Palm                             | 아이언 팜 MOCT: Aieon Pam           | Ji-ni                         |
| 2002 | Yesterday                             | 예스터데이 MOCT: Yeseuteodeyi       | Kim Hisu / No Hisu            |
| 2002 | Ardor                                 | 밀애 MOCT: Milae                    | Mi-heun                       |
| 2005 | Diary of June również jako Bystanders | 6월의 일기 MOCT: Yuwolui ilgi       | Seo Yun-hee                   |
| 2007 | Siedem dni                            | 세븐 데이즈 MOCT: Sebeun Deijeu     | Yoo Ji-yeon                   |
| 2010 | Harmony                               | 하모니 MOCT: Hamoni                 | Jeong-hye                     |
| 2010 | Heartbeat                             | 심장이 뛴다 MOCT: Shimjangi Dwoenda | Yeon-hee                      |
| 2012 | The Neighbor również jako My Neighbor | 이웃사람 MOCT: Iussaram             | Kyung-hee                     |
| 2014 | Ode to My Father                      | 국제시장 MOCT: Gukjesijang          | Young-ja                      |

### Telewizja
- 1996: Beautiful Vacation
- 1998: Weding Deureseu jako Gina
- 1999: With Love
- 2004 - 2010: Zagubieni (Lost) jako Sun Kwon
- 2005: Lost: The Journey jako Sun Kwon
- 2013 – obecnie: Kochanki jako Karen Kim